# Hôpital Corentin-Celton
L’hôpital Corentin-Celton, ou hôpital des Petits-ménages avant 1945, est un hôpital de l’Assistance publique - Hôpitaux de Paris (AP-HP) situé à Issy-les-Moulineaux (Hauts-de-Seine, Île-de-France). L’hôpital accueille des externes de la faculté de médecine d'Université Paris Cité.
Il porte le nom de Corentin Celton, fusillé par les nazis.
Il comprend (entre autres) des services de psychiatrie, de gériatrie et de réadaptation fonctionnelle.

## Histoire
En 1863, l'hospice des Petits-ménages, situé rue de la Chaise à Paris (à l'emplacement du square Boucicaut) et l'hospice Devillas, situé au 17 rue du Regard, sont transférés à Issy. C'est alors une maison de retraite destinée exclusivement aux couples âgés, ainsi qu'aux veufs et veuves capables de payer une modeste pension. 
Lors de la crue de la Seine de 1910, l'hôpital est fortement endommagé.
En septembre 1914, les pensionnaires sont évacués et un service militaire médical les remplace.
Grâce au matériel laissé pas les militaires, un service de chirurgie est créé en 1920, puis un service de médecine en 1932.
Par décret du 9 février 1945, l'hôpital est renommé en l'honneur de Corentin Celton , un membre du personnel entré dans la Résistance, fusillé au Mont-Valérien le 29 décembre 1943.

## Vues

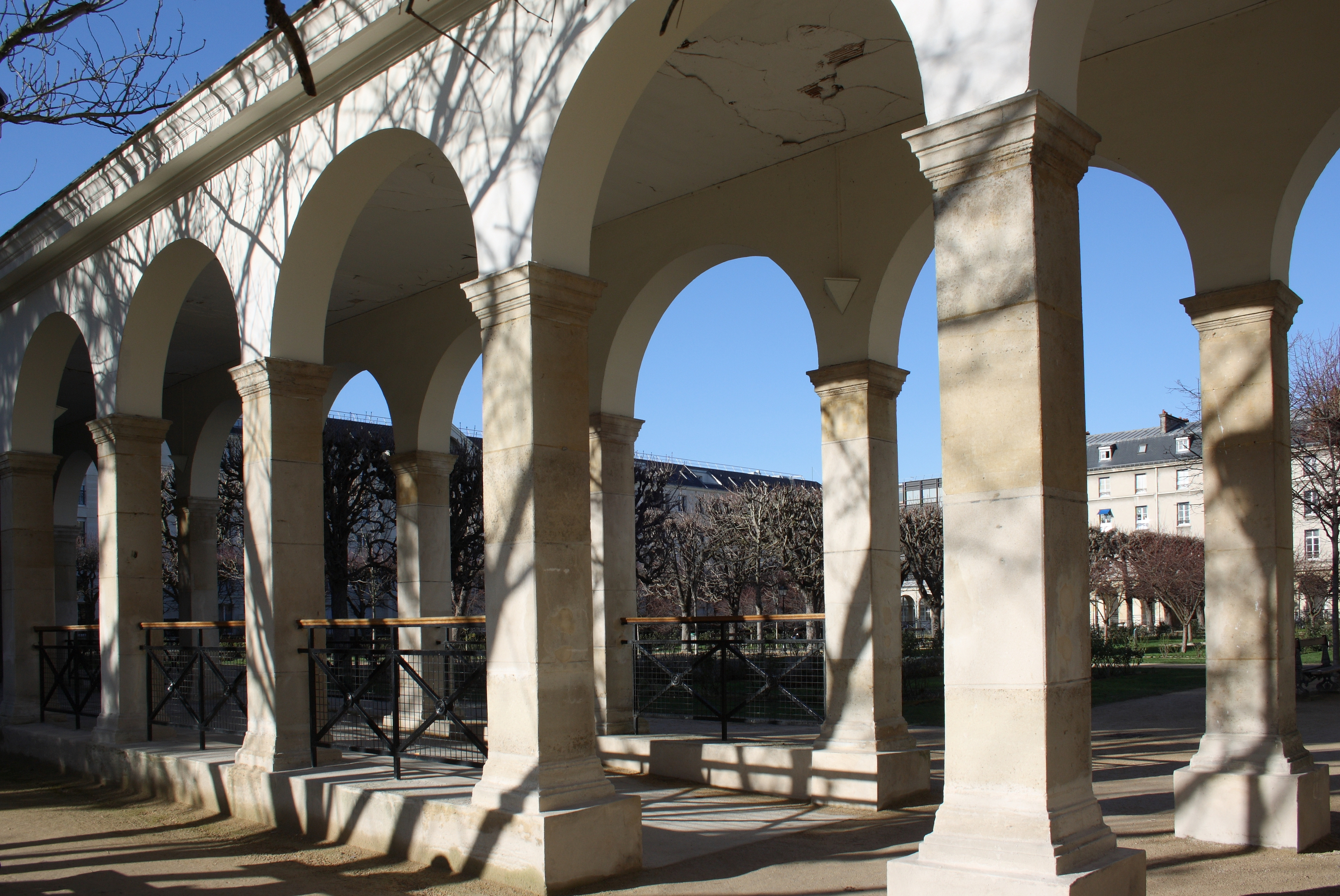
Portique
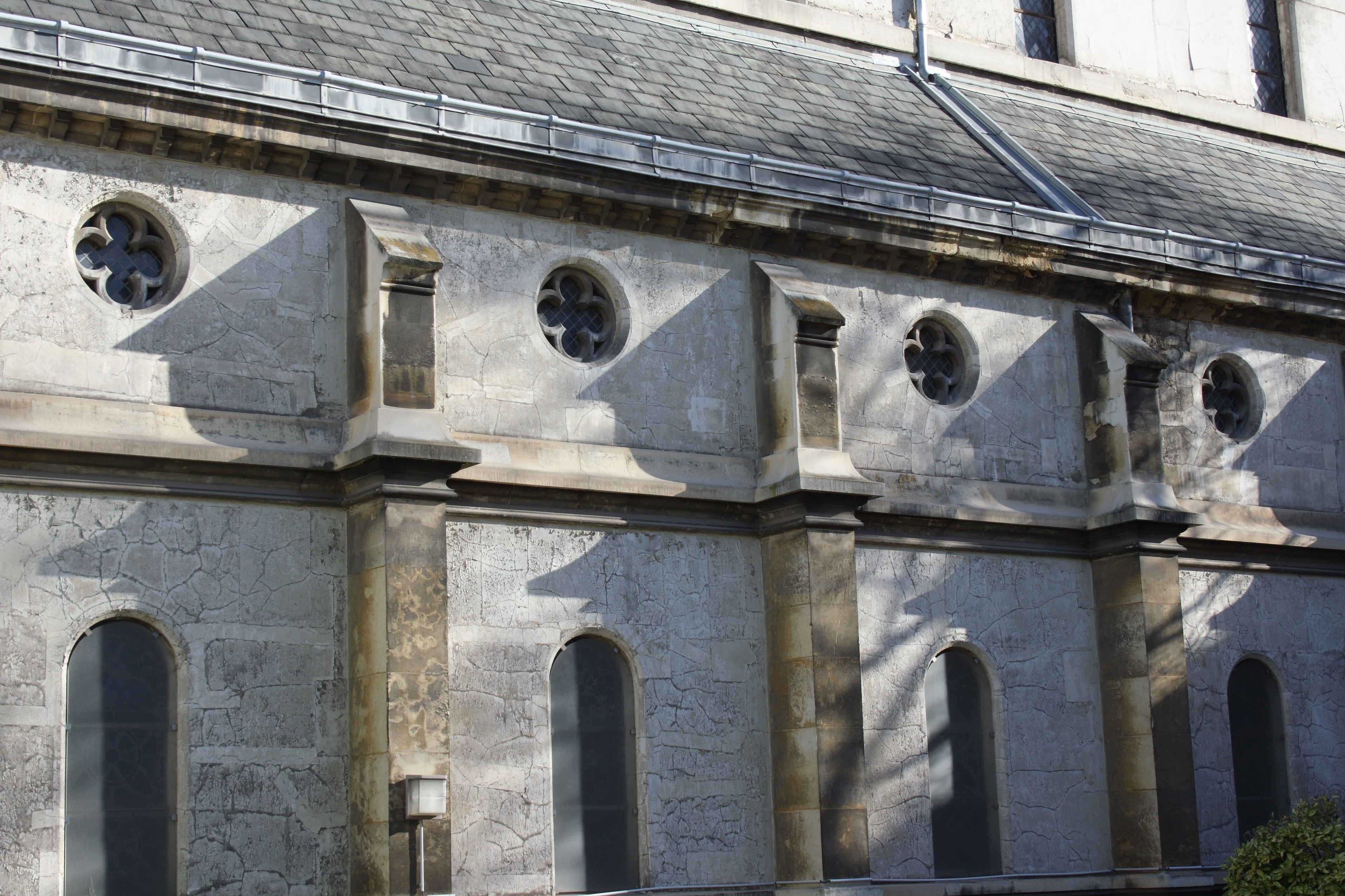
Chapelle
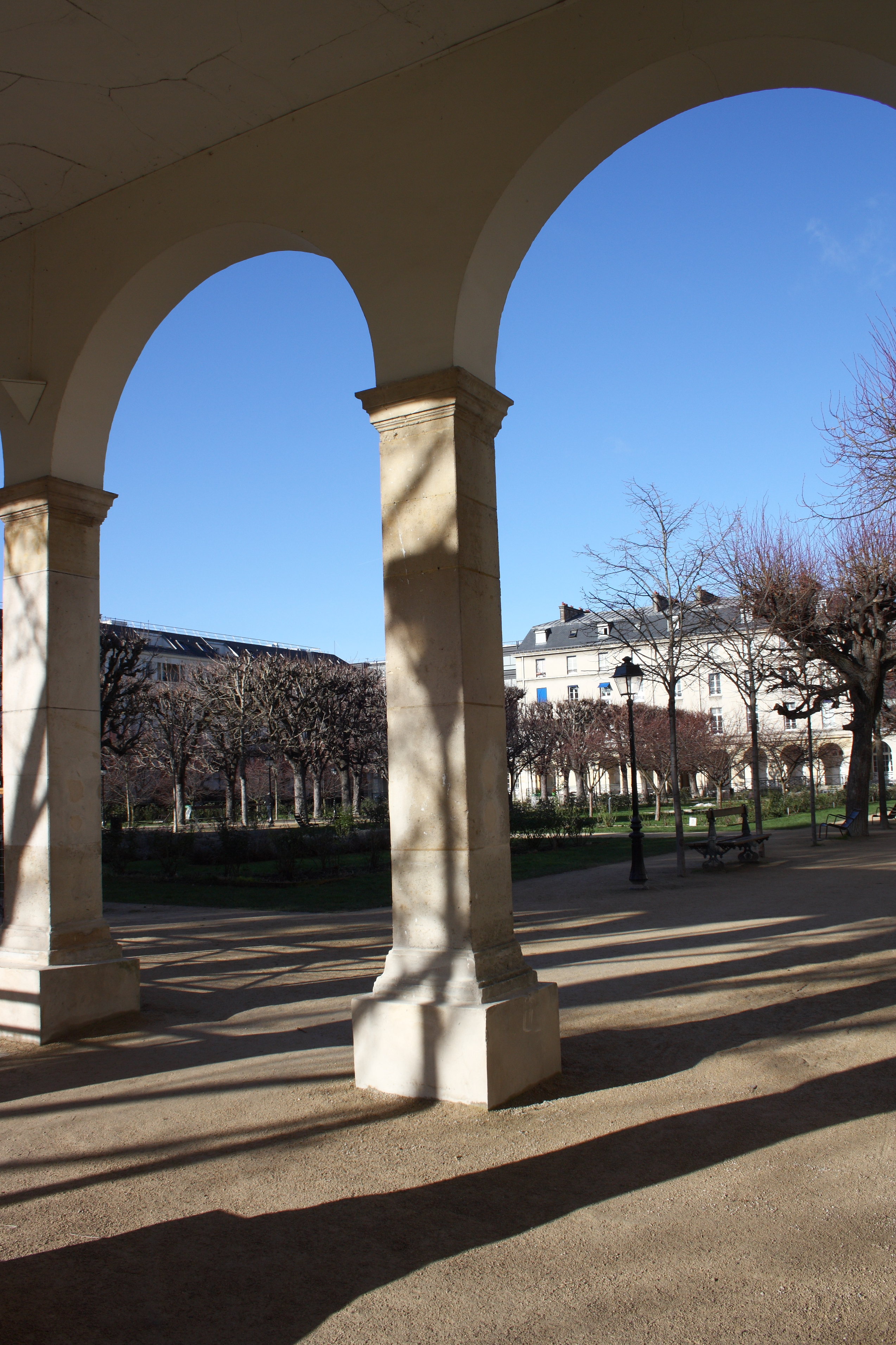
Cour de l'hôpital
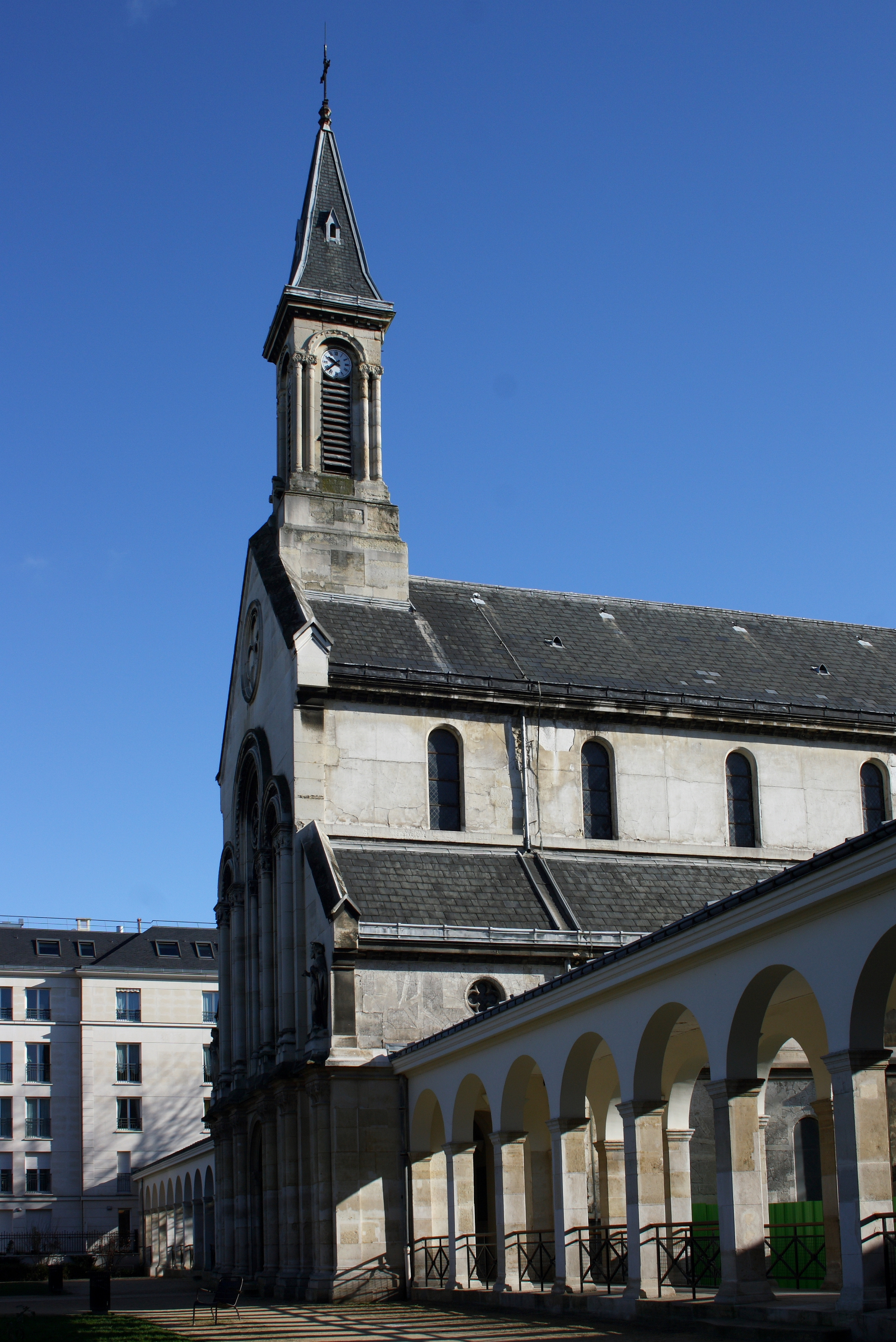
La Chapelle
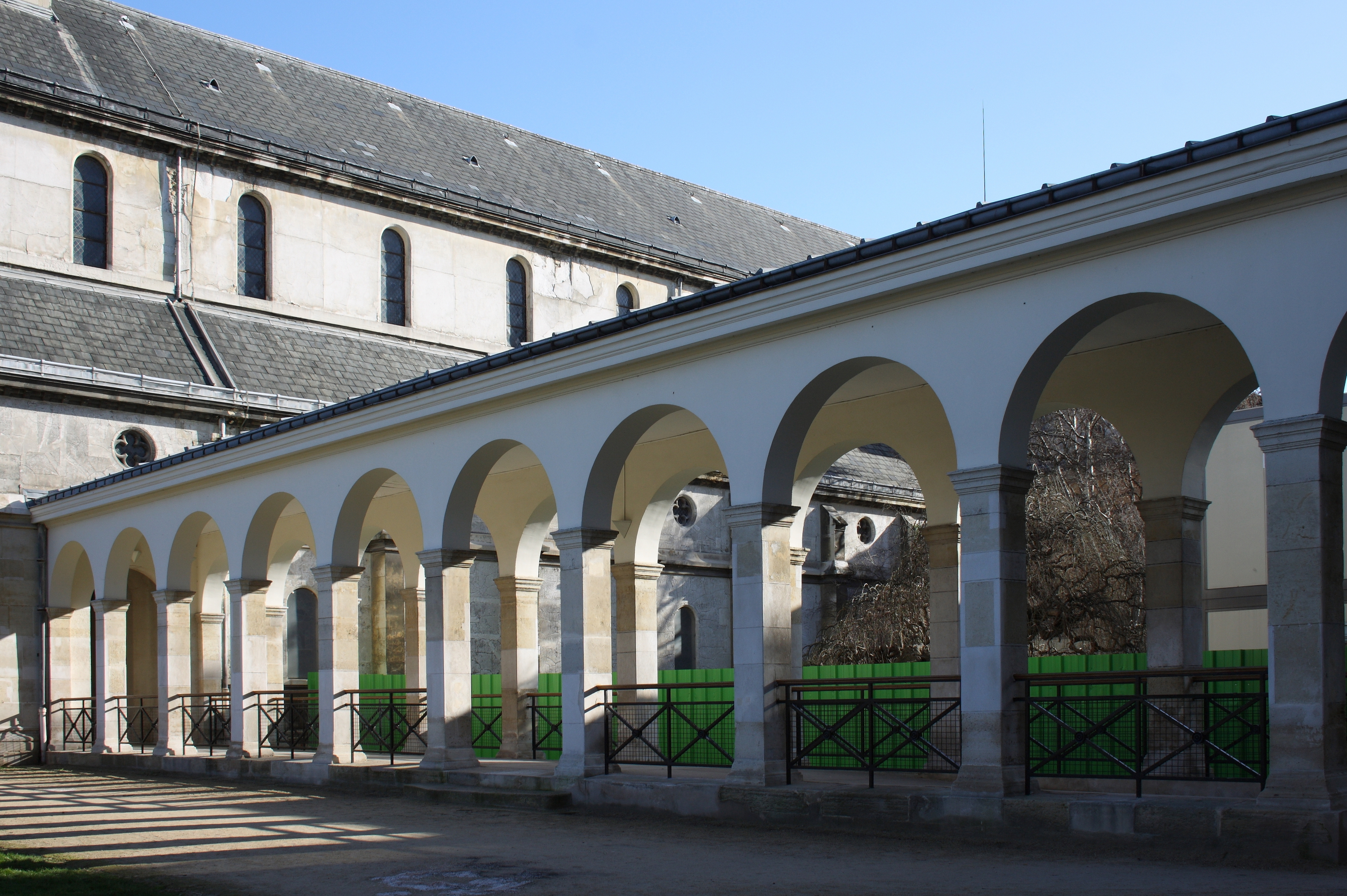
Vue du portique

## Accès
L'hôpital est desservi par la ligne de métro 12 à la station Corentin Celton.